# Valle de los Ingenios
Valle de los Ingenios (volný český překlad Údolí cukrovarů) se nachází v blízkosti města Trinidad v centrální části Kuby v provincii Sancti Spíritus. Souhrnná plocha je přibližně 270 km². Jedná se o kulturní krajinu, ve které se v minulosti pěstovala na plantážích cukrová třtina, která se zpracovávala v cukrovarech. Její přírodní jedinečnost spočívá ve vysoké krajinářské hodnotě, ale i endemické floře a fauně. Z hlediska architektonického a kulturního jsou významné stavby cukrovarů představující tradiční koloniální i průmyslovou architekturu. Nejznámější cukrovarské haciendy jsou Buena Vista, Guáimaro, Manacas- Iznaga, Delicias a další.

## Historie
Zhruba od roku 1650 se v oblasti začala rozvíjet produkce cukrové třtiny a navazující cukrovarský průmysl především proto, že tato oblast měla dobré podmínky pro plantáže cukrové třtiny - úrodné půdy, dostatek vodných řek, ale i blízkost přístavů pro export cukru. V první polovině 18. století začal do regionu proudit kapitál podnikatelů, který dal velký impuls pro další rozvoj plantážnictví a zpracovatelského průmyslu, mezi 1700 a 1750 existovalo v údolí okolo 20 cukrovarů. V druhé polovině 18. století se město Trinidad (správní centrum oblasti) definuje jako centrum cukrovarnictví celé Kuby a stává se jedním z nejpokrokovějším městem ostrova. Na počátku 19. století nastává velký rozmach cukrovarnictví.
Již okolo roku 1840 byly vyčerpány kapacity regionu (nedostatek volných pozemků, snížená úrodnost půdy). To způsobilo odliv kapitálu do jiných regionů Kuby. Další ránu pro cukrovarnictví ve Valle de los Ingenios bylo rozšíření cukru z řepy cukrovky na evropských trzích, což snížilo zájem o třtinový cukr. Tato skutečnost, společně se začátkem světové hospodářské krize v roce 1857 a začátkem kubánského boje za nezávislost (1868), téměř zcela zastavila ekonomický rozvoj regionu. Právě díky tomuto rychlému utlumení ekonomické aktivity a odchodu obyvatelstva se zachovaly mnohé stavby a strojní vybavení cukrovarů.

## Fotogalerie

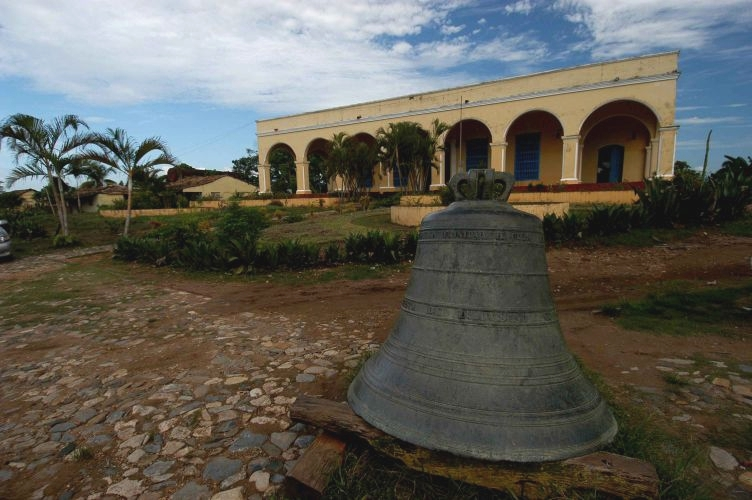
Cukrovar Iznaga
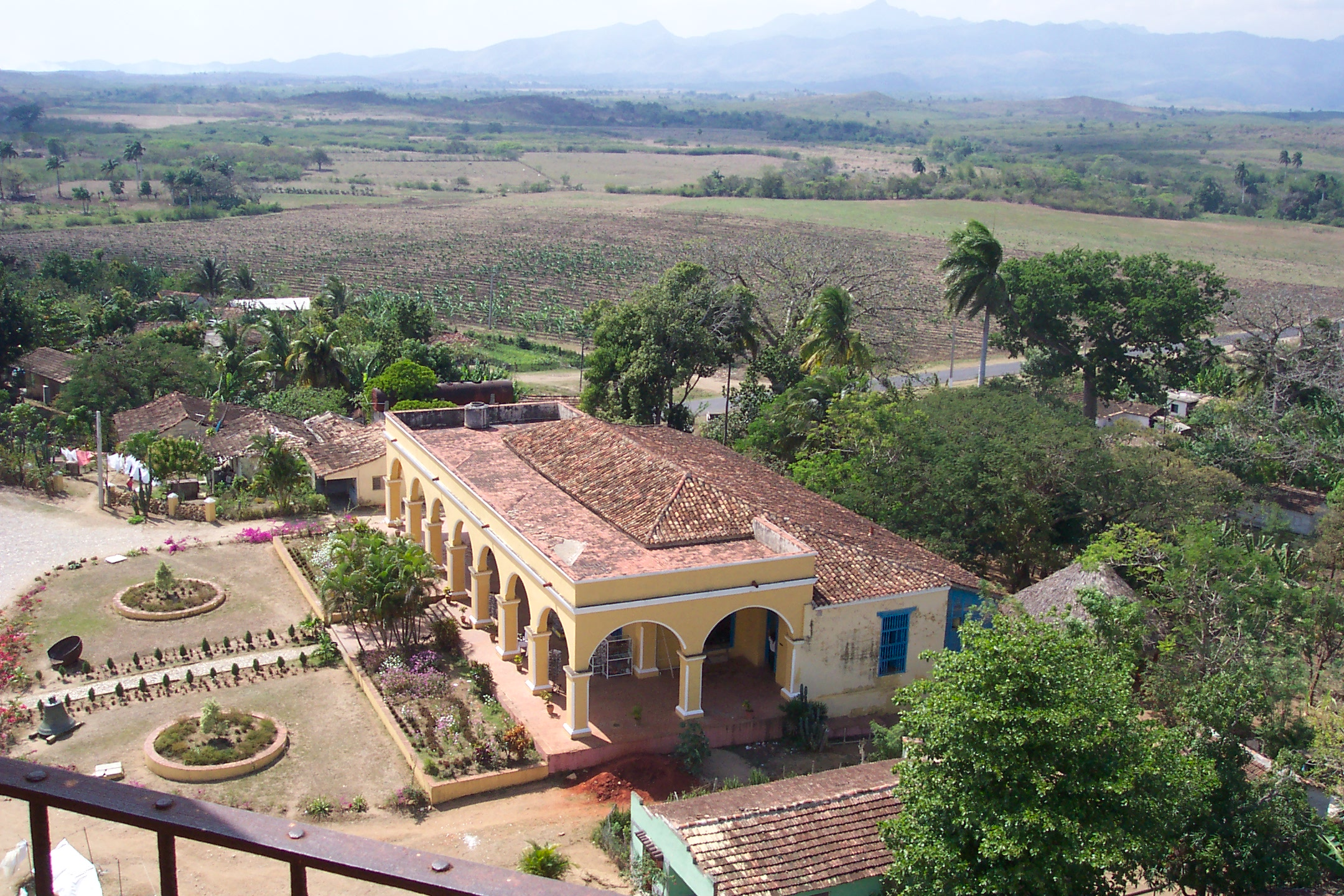
Cukrovar Manaca - Iznaga
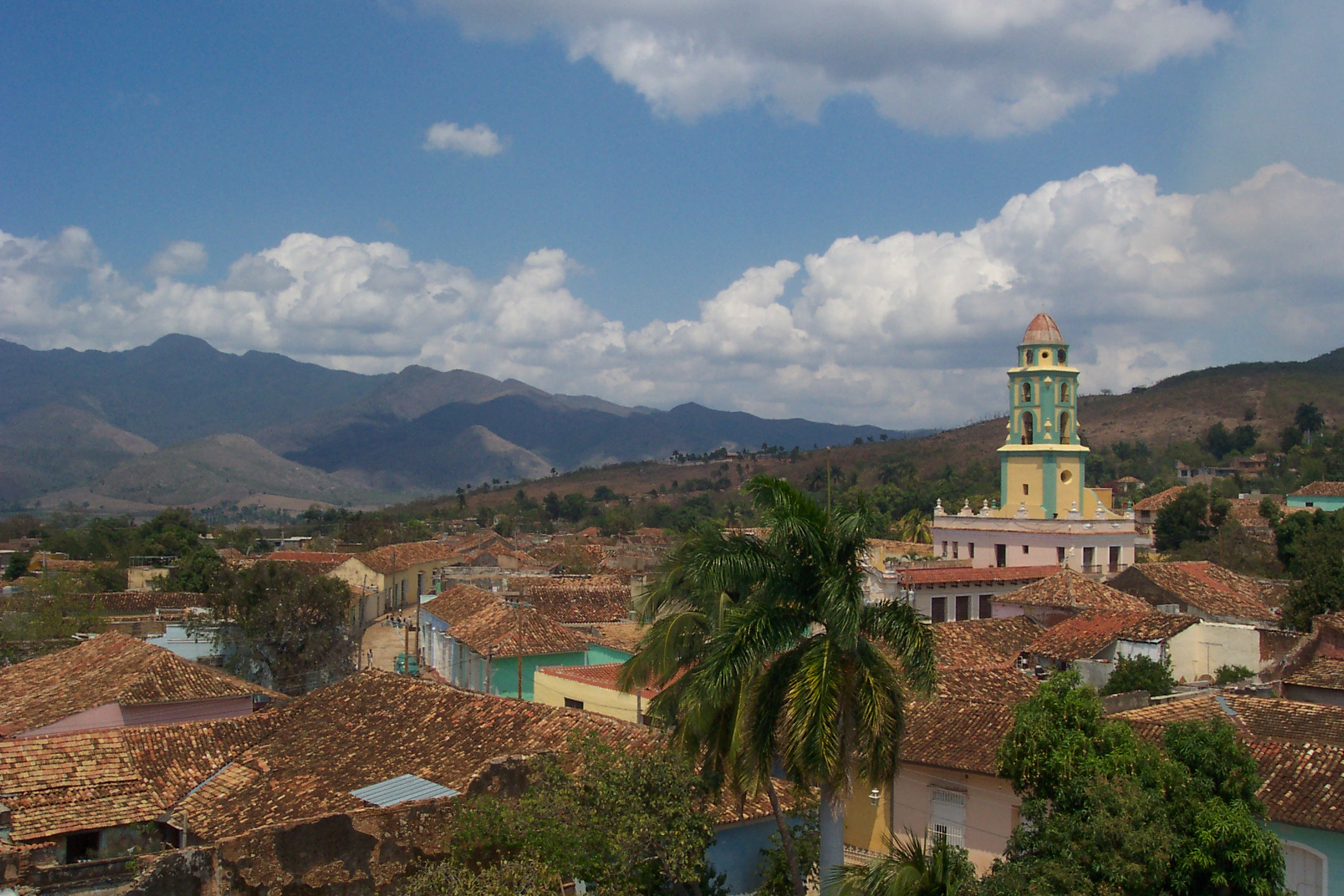
Valle de los Ingenios směrem od Trinidadu